# Rio Chioara (Laz)
O Rio Chioara é um rio da Romênia, afluente do Laz, localizado no distrito de Arad.